# 苏家红
苏家红（1965年—），广西平果人，壮族，中华人民共和国政治人物、第十二届全国人民代表大会广西地区代表。
毕业于中南大学安全技术及工程专业。加入中国共产党。2013年，担任全国人大代表。